# Sidiki Kaba
Sidiki Kaba (ur. 21 sierpnia 1950) – senegalski polityk i działacz na rzec praw człowieka, od 6 marca do 3 kwietnia 2024 premier Senegalu.

## Życiorys
Od 2013 był ministrem sprawiedliwości Senegalu. W dniu 8 grudnia 2014 został wybrany na przewodniczącego Zgromadzenia Państw-Stron Statutu Rzymskiego Międzynarodowego Trybunału Karnego.
Uzyskał trzy tytuły licencjata na Uniwersytecie w Abidżanie na Wybrzeżu Kości Słoniowej: z prawa, filozofii i literatury współczesnej. Uzyskał również tytuł magistra prawa gospodarczego na Uniwersytecie w Dakarze. W 1979 roku wstąpił do senegalskiej sekcji Amnesty International. W latach 1985–2000 był członkiem Rady Adwokackiej Senegalu. W latach 1995–1997 był ekspertem Senegalskiego Komitetu Praw Człowieka. W 2001 roku został pierwszym Afrykaninem, który został wybrany na przewodniczącego Międzynarodowej Federacji Praw Człowieka.